# 库尔特·苏克斯多夫
库尔特·苏克斯多夫（瑞典語：Kurt Sucksdorff，1904年5月10日—1960年1月1日），生于斯德哥尔摩，瑞典男子冰球运动员。他曾代表瑞典参加1928年冬季奥林匹克运动会冰球比赛，获得一枚银牌。